# في الموقع
In situ تعني في موضوعه الأصلي، كتجربة شيء ما في موضعة. أصل الكلمة لاتينية واقرب ما يكون أنها مشتقة من كلمة situation التي تعني الموقع أو الموضع. لها استخدامات كثيرة في العلوم المختلفة ويكثر استخدمها في العلوم التطبيقية للتعبير عن تجربة شيء ما في بيئته الأصلية.

يستخدم هذا التعبير كثيرًا في تقارير الحفريات، وفي علم الآثار عمومًا، لأن السياق التي توجد فيه اللقايا الأثرية مهم فهو يقدم معلومات كثيرة، منها تاريخ هذه اللقايا وظيفتها وربما صانعها.